# Rokiciny (wieś w województwie łódzkim)
Rokiciny – wieś w Polsce położona w województwie łódzkim, w powiecie tomaszowskim, w gminie Rokiciny.
W latach 1975–1998 miejscowość położona była w województwie piotrkowskim.

## Podczas II wojny światowej
4 sierpnia 1943 do wsi przybyło Gestapo z żandarmerią z Tomaszowa Mazowieckiego. Mieszkańców spędzili do szkoły i po wstępnych przesłuchaniach aresztowali 43 osoby i przewieźli je do więzienia na „Zapiecku” w Tomaszowie. Tam w czasie śledztwa zamęczono dwóch mieszkańców wsi, dwie osoby wypuszczono a resztę zatrzymanych wysłano do obozu koncentracyjnego w Auschwitz. Z obozu nie powróciło 18 mieszkańców wsi.